# Coryphaena equiselis
A Coryphaena equiselis a sugarasúszójú halak (Actinopterygii) osztályának sügéralakúak (Perciformes) rendjébe, ezen belül az aranymakrahal-félék (Coryphaenidae) családjába tartozó faj.

## Előfordulása
A Coryphaena equiselis az Atlanti-, az Indiai- és a Csendes-óceánok trópusi és szubtrópusi vizeiben él. Gyakran összetévesztik a fiatal, vagy a nőstény Coryphaena hippurusszal. Mint rokona, ez a halfaj is igen vándorló kedvű.

## Megjelenése
Ez a halfaj, valamivel kisebb, mint rokona, csak 50, legfeljebb 127 centiméteresre nő meg. 22 centiméteresen felnőttnek számít. 33 csigolyája van. Megnyúlt és oldalról lapított teste van. Hátúszója, amely 48-55 sugárból tevődik össze, a fejtetőtől, majdnem a farokúszóig tart. A farok alatti úszója elöl bemélyedést mutat. Mellúszói, fejének középső része mögött indulnak ki, és körülbelül fele akkorák, mint a fejhossza. Fényes, fémezett kékes-zöldes testszíne, a Coryphaena equiselis halála után szürkévé válik. Oldalai aranyozott árnyalatúak, számos fekete folttal. Hátúszója sötét. A fiatal példány farokúszóját, fehér sáv szegélyezi. Növekedése során, főleg a hím esetében, a fej egyre magasodik, mivel kialakul a családra jellemző homloki csontos képződmény.

## Életmódja
A Coryphaena equiselis, rokonával ellentétben, csakis a sósvízben él, amelynek hőmérséklete legalább 24 Celsius-fokos kell, hogy legyen. Főleg a nyílt vizeket kedveli, ahol általában rajokban úszik. Néha partközelben is látható. Időnként csónakokat követ, vagy szabadon lebegő törmelékek közelében tartózkodik. Tápláléka kisebb halak és kalmárok.
Legfeljebb 4 évig él.

## Szaporodása
Ikrái és ivadékai a szabad vízben lebegnek.

## Felhasználása
Ezt az aranymakrahal-félét, csak kisebb mértékben halásszák. Tenyésztésével eddig csak kísérleteztek. A sporthorgászok kedvelik. Általában frissen árusítják. Dél-Amerika északi részén, az egyik legfontosabb ehető halfajnak számít.